# Nardia abyssinica
Nardia abyssinica là một loài rêu tản trong họ Jungermanniaceae. Loài này được (Nees) Cufod. miêu tả khoa học lần đầu tiên năm 1952.